# Tomáš Suslov
Tomáš Suslov (ur. 7 czerwca 2002 w Nowej Wsi Spiskiej) – słowacki piłkarz występujący na pozycji pomocnika we włoskim klubie Hellas Verona oraz w reprezentacji Słowacji. Wychowanek FK Noves Spišská Nová Ves.